# Vilhelms Lapelis

Bischofswappen von Vilhelms Lapelis

Vilhelms Toms Marija Lapelis OP (* 30. Dezember 1961 in Daugavpils, Lettische SSR) ist ein lettischer Ordensgeistlicher und emeritierter römisch-katholischer Bischof von Liepāja.

## Leben
Vilhelms Lapelis wurde in eine kinderreiche Familie in Lettgallen geboren. Er wuchs in Subate auf und besuchte dort das Gymnasium. 1979 trat er in das Priesterseminar in Riga ein. 1980 wurde er in die Sowjetarmee eingezogen und leistete Wehrdienst in Archangelsk. Nach dem Wehrdienst setzte er das Theologiestudium fort, schloss es 1986 ab und wurde am 1. Juni desselben Jahres von Kardinal Julijans Vaivods in der St.-Jakobs-Kathedrale in Riga zum Priester geweiht.
Lapelis war Kaplan in Jelgava, in Kalnciems und an der Kirche der Schmerzensreichen Mutter in der Altstadt von Riga, danach Pfarrer in Liepāja und in Talsi. Von 1993 bis 1996 war er Generalvikar der Ordensprovinz Lettland, Litauen und Weißrussland. Von 1996 bis 2000 lebte er in der Dominikanerkommunität in Liepāja und war Generalvikar des Bistums Liepāja.
Am 25. Januar 2001 wurde Vilhelms Lapelis zum Koadjutor von Liepāja ernannt und am 25. März 2001 von Erzbischof Erwin Josef Ender sowie von Bischof Ārvaldis Andrejs Brumanis und Kardinal Jānis Pujats als Mitkonsekratoren zum Bischof geweiht. Er war bei seiner Weihe einer der jüngsten Bischöfe weltweit.
Am 20. Juni 2012 nahm Papst Benedikt XVI. das von Vilhelms Lapelis überraschend vorgebrachte Rücktrittsgesuch an. Lapelis begründete seinen Rücktritt mit Erschöpfung und dem Wunsch sich wieder auf ein Leben als Mönch zurückziehen zu wollen.